# Urs Bühler (Sänger)

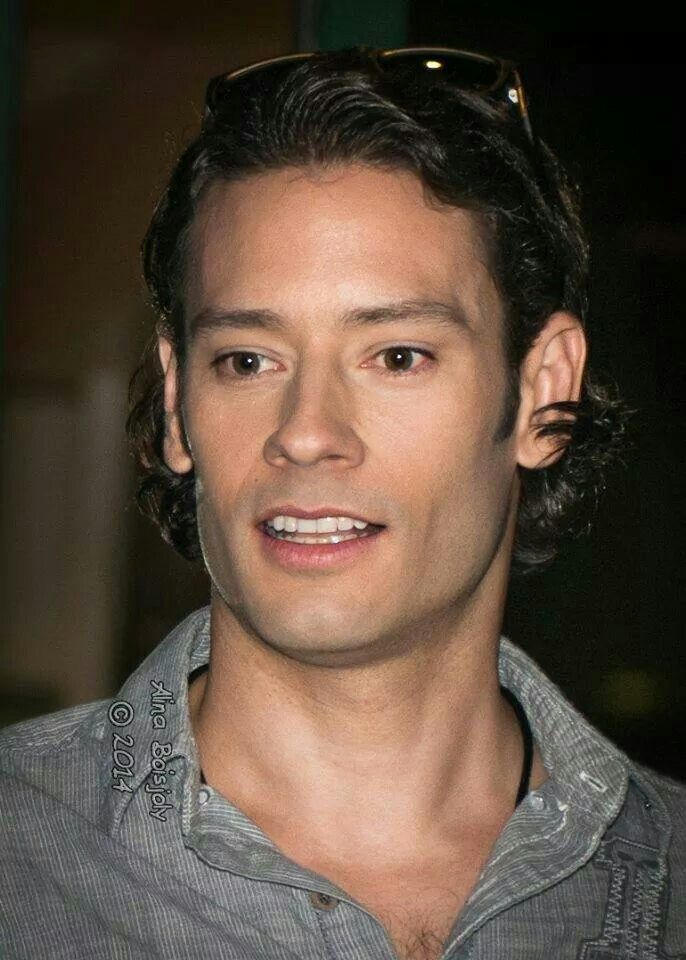
Urs Bühler, 2016

Urs Toni Bühler (* 19. Juli 1971 in Willisau, Kanton Luzern) ist ein Schweizer Tenor. International bekannt wurde er insbesondere als Mitglied der Klassik-Pop-Gruppe Il Divo.

## Biografie
Bis er 17 war, sang er in der Luzerner Hardrockband Conspiracy. Nach der Matura studierte er zunächst Musik, um von seiner grossen Leidenschaft leben zu können. Sein Gesangslehrer entdeckte sein grosses Potenzial und riet ihm, in den Niederlanden weiter zu studieren. Bis Bühler zu der Klassik-Crossoverband Il Divo stiess, sang er Oratorien in Belgien, den Niederlanden, Frankreich und Deutschland. Er wurde zu einem Casting nach London eingeladen und wurde für Il Divo gecastet. Die Gruppe lernte sich erst zwei Tage vor Beginn der Aufnahmen für ihr erstes Album kennen. Mittlerweile haben sie 12 Alben veröffentlicht. Bei der Eröffnung der Fußball-Weltmeisterschaft 2006 sangen sie zusammen mit Toni Braxton den Hit „Time of Our Lives“.
| Personendaten    | Personendaten                         |
| ---------------- | ------------------------------------- |
| NAME             | Bühler, Urs                           |
| ALTERNATIVNAMEN  | Bühler, Urs Toni (vollständiger Name) |
| KURZBESCHREIBUNG | Schweizer Tenor                       |
| GEBURTSDATUM     | 19. Juli 1971                         |
| GEBURTSORT       | Willisau, Kanton Luzern               |